# 정동기
정동기(鄭東基, 1953년 8월 17일 ~ , 서울)는 대한민국의 법조인이다.

## 학력
- 1972년 경동고등학교 졸업
- 1976년 한양대학교 법학 학사
- 1978년 한양대학교 대학원 법학 석사
- 1990년 케임브리지 대학교 대학원 법학 석사
- 1998년 한양대학교 대학원 법학 박사

## 경력
- 1976년 : 제18회 사법시험 합격(사법연수원 8기 수료)
- 1978년 : 전주대학교 강사
- 1981년 ~ 1983년 : 서울지방검찰청 북부지청 검사
- 1983년 ~ 1987년 : 부산지방검찰청 울산지청 검사
- 1987년 ~ 1989년 : 법무부 보호과 검사
- 1989년 ~ 1993년 : 서울지방검찰청 검사
- 1993년 : 대구지방검찰청 특수부 부장검사
- 1993년 ~ 1995년 : 법무부 검찰4과 과장검사
- 1995년 ~ 1996년 7월 : 법무부 국제법무심의관
- 1996년 7월 ~ 1997년 8월 : 부산지방검찰청 형사제1부 부장검사
- 1997년 8월 ~ 1998년 3월 : 서울지방검찰청 공판부 부장검사
- 1998년 3월 ~ 1999년 6월 : 서울지방검찰청 형사3부, 형사5부 부장검사
- 1999년 6월 ~ 2001년 6월 : 서울지방검찰청 동부지청 차장검사
- 1999년 3월 ~ 2002년 8월 : 한양대학교 겸임교수
- 2000년 : 인천지방검찰청 제1차장 검사
- 2001년 6월 ~ 2003년 3월 : 서울고등검찰청 공판부 부장 검사
- 2003년 3월 ~ 2004년 1월 : 법무부 보호국 국장
- 2004년 1월 ~ 2005년 4월 : 대구지방검찰청 검사장
- 2005년 4월 ~ 2006년 2월 : 인천지방검찰청 검사장
- 2006년 2월 ~ 2006년 8월 : 대구고등검찰청 검사장
- 2006년 8월 ~ 2007년 3월 : 법무부 차관
- 2007년 2월 ~ 2007년 11월 : 대검찰청 차장검사
- 2007년 12월 ~ 2008년 2월 : 대통령직인수위원회 법무행정위원회 간사
- 2008년 6월 ~ 2009년 7월 : 대통령실 민정수석비서관
- 2009년 9월 ~ 2011년 1월 : 정부법무공단 이사장
- 2010년 12월 : 감사원장 후보 내정(1월 12일 후보직 자진사퇴)
- 2011년 3월 ~ 2018년 2월 : 법무법인 바른 고문변호사
- 2012년 : 새누리당
- 2013년 ~ 2015년 : 한양대학교 석좌(특훈) 교수
- 2017년 12월 ~ 2018년 5월 : 제10대 한국보호관찰학회 회장
- 2018년 2월 : 변호사정동기법률사무소 변호사
- 2018년 ~ 2023년 : 법무법인 열림 변호사
- 2018년 5월 ~ : 한국보호관찰학회 고문
- 2020년 11월 ~ 2023년 11월 : 학교법인 한양학원 개방감사
- 2023년 ~ : 법무법인(유한) 바른 구성원 변호사

## 감사원장 내정 및 사퇴
2010년 12월에 감사원장 후보로 내정되었으나, 법무법인 바른 재직 시절 7개월간 7억원을 받은 것과 관련해 전관예우 논란이 불거져, 후보직에서 사퇴하였다.
| 전임 김희옥 | 제49대 법무부 차관 2006년 8월 28일 ~ 2007년 3월 4일 | 후임 정진호 |

| 전임 임승관 | 대검찰청 차장검사 2007년 2월 23일 ~ 2007년 11월 20일 | 후임 권재진 |

| 전임 이종찬 | 제2대 대통령비서실 민정수석 2008년 6월 23일 ~ 2009년 9월 1일 | 후임 권재진 |